# Elisabeth Buys

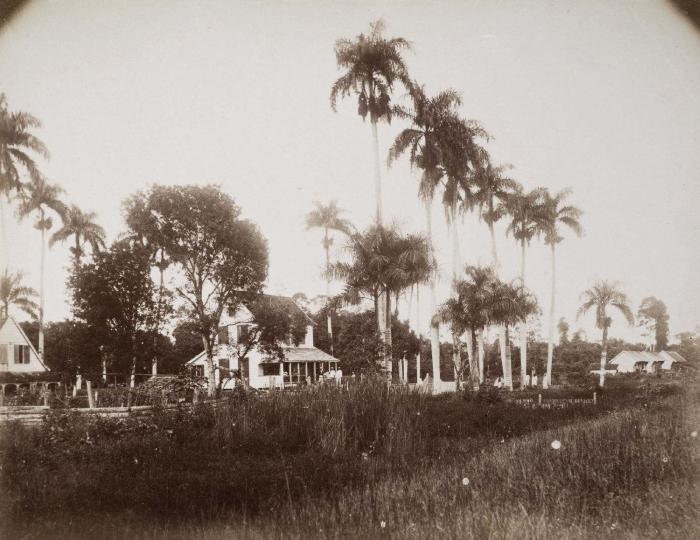
Plantage Mon Souci rond 1885

Elisabeth Buys (gedoopt op de plantage Salem, 3 februari 1728 – begraven Paramaribo, mei 1775) was een plantage-eigenares en echtgenote van de gouverneur van Suriname. 

## Biografie
Elisabeth Buys werd geboren als dochter van planter Hendrik Buys en Anna Julien (1705-1779). Haar ouders waren in 1725 getrouwd. Volgens de huwelijksinschrijving kwam Hendrik Buys uit Amsterdam en Anna Julien werd in Paramaribo geboren. Hun dochter werd op 3 februari 1728 gedoopt op de plantage Salem aan de Pericakreek in Commewijne. Elisabeth Buys trouwde in Paramaribo met legerkapitein en planter Isaac Stolkert (?-1757). Het echtpaar kreeg drie zoons die de volwassen leeftijd bereikten: Frederik Cornelis (hij trouwde in 1767 met de weduwe Susanna du Plessis), Hendrik en Boudewijn. 
Na het overlijden van Stolkert hertrouwde Elisabeth op 20 augustus 1767 in Paramaribo met de weduwnaar Jan Nepveu (1719-1779), die in 1770 gouverneur zou worden. Uit dit huwelijk werd een dochter geboren, Johanna Elisabeth, die jong overleed. Elisabeth Buys werd op 23 mei 1775 begraven op Fort Zeelandia in Paramaribo.

## Plantages
De familie Buys was vermogend. Elisabeth Buys was eigenaresse van de plantages Courcabo, Mon Souci, Hecht en Sterk, Stolkersvlijt, en Buyslust. Aangezien het huwelijk met Jan Nepveu buiten gemeenschap van goederen was gesloten, bleven ze haar eigen bezit. Jan Nepveu voerde op de plantages diverse verbeteringen in.